# Левадний провулок (Київ, Корчувате)
Лева́дний прову́лок — зниклий провулок, що існував у Московському, нині Голосіївському районі міста Києва, місцевість Корчувате. Пролягав від Левадної до Набережно-Корчуватської вулиці.

## Історія
Виник у 1-й половині XX століття під назвою Луговий. Назву Левадний провулок отримав у 1950-х роках.
Ліквідований 1978 року у зв'язку з частковою зміною забудови навколишньої місцевості.